# Congreso General del Pueblo (Libia)
El Congreso General del Pueblo (en árabe: مؤتمر الشعب العام الليبي - Mu'tammar al-sha'ab al 'âmm) consistía en alrededor de 2.700 representantes de los Congresos Populares de Base de la Gran Yamahiriya Árabe Libia Popular Socialista. El CGP es el foro legislativo que interactúa con el Comité General del Pueblo, cuyos miembros son los secretarios de los ministerios de Libia. Sirve intermediario entre las masas y el liderazgo del ejecutivo y está integrado por las secretarías de unos 600 "congresos populares de base" locales. 
La secretaría del Congreso General del Pueblo y los secretarios del gabinete son nombrados por el secretario general del CGP y confirmados por el congreso anual de GPC. Los secretarios del gabinete son responsables de la operación rutinaria de sus ministerios.  

## Historia y funcionamiento
A partir de 1973, Muamar el Gaddafi se comprometió a dar un nuevo impulso revolucionario a su régimen incitando a las masas populares a primar sobre el aparato administrativo, paulatinamente se están construyendo congresos y comités populares, el congreso general del pueblo se define como la conferencia nacional de comités populares y sindicatos profesionales, este congreso tenía un secretario general que preparaba las sesiones, el 19 de marzo de 1999 el presidente de Sudáfrica, Nelson Mandela visitó este parlamento y pronunció un discurso allí, debido al apoyo del gobierno de gadafi a la causa del anc en el proceso del apartheid, fue criticado por estas visitas por periódicos en varios países 
A finales de febrero de 2011, al comienza de la guerra civil libia, estallaron enfrentamientos en Trípoli y se incendió la sede del congreso, en septiembre de 2011, tras la toma de la capital de libia por los rebeldes, el último secretario general del CGP, Mohamed Abdul Quasim al-Zwai, se entregó a las nuevas autoridades para garantizar su seguridad